# Tibor Frešo
Tibor Frešo (* 20. November 1918 in Spišský Štiavnik; † 7. Juli 1987 in Piešťany) war ein slowakischer Komponist und Dirigent.

## Leben
Tibor Frešo stammte aus einer Lehrerfamilie und absolvierte seine Ausbildung zunächst 1934–1939 an der Musik- und Theaterakademie (Hudobná a dramatická akadémia), dem nunmehrigen Konservatorium Bratislava bei Alexander Moyzes (Komposition), Josef Vincourek (Dirigieren) und Anna Kafendová (Klavier). Den Abschluss in der Klavierklasse erlangte er mit dem Klavierkonzert von Antonín Dvořák, in Komposition mit der Kleinen Radio-Suite op. 2.  1937–1939 arbeitete er als Musikredakteur und Pianist beim tschecho-slowakischen Radiojournal in Bratislava. 1939–1942 setzte er sein Studium an der römischen Regia Accademia di Santa Cecilia bei Ildebrando Pizzetti (Komposition) sowie Bernardino Molinari und Antonio Pedrotti (Dirigieren) fort. In der Folge begann er noch 1942 seine Tätigkeit zunächst als Korrepetitor, dann als Dirigent der Oper des Slowakischen Nationaltheaters (SND) in Bratislava. 1949–1952 war Frešo Künstlerischer Leiter der Oper von Košice, 1952/1953 Chefdirigent der Slowakischen Philharmonie und ab 1953 Dirigent, Chefdirigent und Künstlerischer Leiter der Oper des SND, der er fast bis ans Lebensende aktiv verbunden blieb. Durch seine Funktionen dort war er über Jahrzehnte eine der prägendsten Persönlichkeiten des slowakischen Opernlebens und machte sich für die Genres des klassischen internationalen und tschechoslowakischen Opernrepertoires, zeitgenössische slowakische Werke (darunter viele Uraufführungen), die Wiener Operette, Singspiele, Schauspielproduktionen mit Live-Musik und das Ballett gleichermaßen verdient. 
Während beinahe seines gesamten Berufslebens war Frešo von den umgebenden Ereignissen des Krieges und der nachfolgenden politischen Trennung Europas in „Ost“ und „West“ betroffen. In der Hauptstadt Bratislava des slowakischen Teils der kommunistisch regierten ČSSR war seine zentrale Wirkungsstätte direkt an der Grenze des sogenannten „Eisernen Vorhangs“ gelegen. Insbesondere in Zeiten der Auswirkungen der stalinistischen sowjetischen Kulturpolitik war er veranlasst, auch regimekonforme Stücke und Produktionen zur Aufführung zu bringen, und auch in seinem eigenen Werkkatalog findet sich danach Ausgerichtetes. Auch hier war er um die Einhaltung des hohen künstlerischen Niveaus bemüht. Ebenso war es ihm möglich, mit dem Opernensemble des SND mehrere Tourneen nicht nur in Staaten innerhalb des Bündnisses des Warschauer Paktes (Ungarn, Sowjetunion, DDR, Bulgarien) durchzuführen, sondern etwa auch nach Italien. Eines der zentralen Werke der slowakischen Operngeschichte, Krútňava von Eugen Suchoň, dirigierte er in mehreren Häusern der ČSSR, in Brüssel und in Ljubljana. Neben seinen Funktionen in der Oper blieb er auch als Konzertdirigent und als Liedbegleiter am Klavier tätig.
Als Komponist kommt Tibor Frešo aus der spätromantisch-impressionistischen Tradition. Er schuf Werke der verschiedensten Gattungen von der abendfüllenden Oper (François Villon) bis zu Volksliedbearbeitungen, von groß dimensionierter Vokalsinfonik bis zum schlichten Klavierstück. Am erfolgreichsten und über seinen Tod hinaus bekannt wurden seine Bühnenwerke für Kinder: die Märchenoper Martin a slnko (Martin und die Sonne) und das Ballett Narodil sa chrobáčik (Käferchen wurde geboren).

## Preise und Auszeichnungen (Auswahl)
- 1941: Preis der Stadt Bratislava für Stabat mater
- 2009: Pribin-Kreuz II. Klasse für bedeutende Beiträge zur kulturellen Entwicklung der Slowakischen Republik (posthum)
- 2021: Eintrag in das Goldene Buch der SOZA für das Jahr 2019 (posthum)[3]

## Werke (Auswahl)

### Oper
- Martin a slnko (Martin und die Sonne). Märchenoper in zwei Teilen, Text von Alexandra Braxatorisová und Branislav Kriška in der Übersetzung von Anna Plšková (1973)
- François Villon. Operncollage in acht Szenen von Július Gyermek nach François Villon (1981–1983)

### Ballett
- Narodil sa chrobáčik (Chalúpka pod borievkou) (Käferchen wurde geboren. In der Hütte unter dem Wacholder). Ballett für Kinder in sieben Szenen von Boris Slovák nach Motiven von Jan Karafiát (1978/1979)

### Bühnenmusik
- Gajdoš Filúz. Musik zum Schauspiel von Mária Rázusová-Martáková (1942/1943)
- Tanec nad plačom (Tanz über dem Schrei). Musik zum Schauspiel von Peter Zvon (1943)
- Don Gil. Musik zum Schauspiel von Tirso de Molina (1945)
- Tartuffe. Musik zum Schauspiel von Molière (1946)
- Der Widerspenstigen Zähmung. Musik zur Komödie von William Shakespeare (1949)

### Orchester
- Koncertná predohra (Konzertouvertüre) op. 8 (1939)
- Na stráž (Auf der Wacht). Marsch (1939)
- Prológ (1941)
- Symfonický prológ (1942)
- Denník z Tatier (Tagebuch aus der Tatra) (1946)
- Ruský tanec (Russischer Tanz) (1947)
- Nové ráno (Neuer Morgen). Sinfonische Dichtung (1950)
- Kôšik (Korb) (1951)
- Oslobodenie (Befreiung). Scherzo quasi una fantasia (1955)
- Sen vojaka (Soldatentraum). Tanzszenen (1959)
- Medzinárodna suita (Internationale Suite) (1973)
- Festival-Ouvertüre BHS op. 30 (1977)[4]
- Fanfáry mieru (Friedensfanfaren) für Bläserensemble (1982)

### Kammerorchester
- Malá rozhlasová suita (Kleine Radio-Suite) op. 2 (1938)
- Josef Suk: Klavierstücke. Bearbeitung für Streichorchester (1942)
- Cepíkový tanec (Dreschflegel-Tanz) für kleines Orchester (1972)

### Soloinstrument und Orchester
- Capriccio für Violine und Orchester oder Klavier (1939)
- Fantasie für Klavier und Orchester (1956)
- Kleines Konzert für Klavier und Kammerorchester op. 26 (1975)
- Suite für Cembalo und Streichorchester op. 27 (1976)

### Kammermusik
- Na dedine (Im Dorf) für Streichquartett op. 4 (1938)
- Bläserquintett (1981)
- Zdravica (Eugenovi Suchoňovi) (Gruß an Eugen Suchoň) für vier Hörner und Streichquintett (1987)

### Zwei Instrumente
- Variationen über ein pastorales Thema für Flöte und Klavier (1938)
- Capriccio für Violine und Klavier oder Orchester (1939)
- Elegie für Violoncello und Klavier (1950)
- Skladba (Gebilde/Komposition) für Fagott und Klavier (1961)
- Skladba (Gebilde/Komposition) für Flöte und Klavier (1961)
- Skladba (Gebilde/Komposition) für Horn und Klavier (1961)
- Skladba (Gebilde/Komposition) für Klarinette und Klavier (1961)
- Skladba (Gebilde/Komposition) für Oboe und Klavier (1961)
- Skladba (Gebilde/Komposition) für Posaune und Klavier (1961)
- Skladba (Gebilde/Komposition) für Trompete und Klavier (1961)
- Malá fantázia (Kleine Fantasie) für Kontrabass und Klavier (1968)
- Romanze für Violine und Klavier (1984)

### Klavier solo
- Pospešte sem pastuchovia (Beeilt euch hierher, Hirten)
- Scherzo (1936)
- Miniatursuite op. 7 (1940)
- Zweistimmige Invention (1942)
- Dziždžik padá (1942)
- Dreistimmige Fuge a-Moll (1942)
- Dreistimmige Fuge c-Moll (1942)
- Vianočná uspávanka (Weihnachtliches Schlaflied) (1942)
- Ruský tanec (Russischer Tanz) (1947)
- V detskej izbičke (Im Kinderzimmer). Sechs Stücke für Anfänger (1957)
- Romanze (1959)

### Gesangsstimme und Orchester
- Tri piesne z okolia Štrby (Drei Lieder aus der Gegend von Štrba) für Gesangsstimme und Orchester
- Meditácia für Mezzosopran und Orchester (1943)
- Tri oravské piesne (Drei Lieder aus Orava) für Sopran und großes Orchester (1953)
- Drapte, drapte, drapulienky für Sopran und kleines Orchester (1957)
- Pieseň letcov (Lied der Piloten) für Tenor und kleines Orchester (1959)
- Štyri piesne z Terchovej (Vier Lieder aus Terchová) für Sopran und Orchester (1959)
- Ach, Bože môj, prebože môj (Oh, mein Gott, mein lieber Gott) für Sopran und Orchester (1959)
- Nová jar (Neuer Frühling). Sechs Lieder nach Texten von Maša Haľamová, Ján Rak und Krista Bendová für Mezzosopran und Orchester (1961)
- Skizze op. 28 für Sopran, Solovioline und Orchester (1976)
- Alpha und Omega. Fünf Lieder nach Texten von Ján Stacho für Sopran und kleines Orchester (1978)
- Päť piesní (Fünf Lieder) nach Gedichten von Johann Wolfgang von Goethe für Sopran und Orchester (1980)

### Gesangsstimme, Chor und Orchester
- Stabat mater für Sopran, Tenor, gemischten Chor und Orchester (1940)
- Ej, horička strombatá  für Sopran, Frauenchor und Orchester (1957)
- Matke (An Mutter). Lyrische Kantate nach einem Text von F. Andrašík für Mezzosopran, Frauenchor, Sprecher und großes Orchester (1959)
- Hymnus o vlasti (Hymnus über die Heimat). Festkantate für Bariton, gemischten Chor und Orchester (1960)
- Spev o žene (Gesang über eine Frau). Text von Jela Krčméry-Vrteľová[5] und Alexandra Braxatorisová für Alt, Männerstimme, Kinderchor, gemischten Chor und Orchester op. 25 (1975)
- Modrá planéta (Blauer Planet). Poem nach einem Text von Vladimír Reisel für Kinderstimme, Alt, Bariton, gemischten Chor und Orchester (1986)

### Chor und Orchester
- Vyletel sokol (Der Falke flog heraus) für gemischten Chor und kleines Orchester (1958)
- Drei Volkslieder für Frauenchor und Orchester (1960)
- Pieseň všetkých (Lied aller) nach einem Text von Mária Rázusová-Martáková für gemischten Chor und Orchester (1970)

### Vokalkammermusik
- Vianočná pieseň (Weihnachtslied) für Gesangsstimme und Streichquartett (1942)
- Pieseň o jari (Lied über den Frühling) auf einen Text von Vladimír Reisel für Gesangsstimme, Flöte und Harfe (1972)
- Po daždi (Nach dem Regen) auf einen Text von Vladimír Reisel für Gesangsstimme, Flöte und Harfe (1974)

### Gesangsstimme und Klavier
- Verše do pamätníka (Verse auf ein Denkmal) für Gesangsstimme und Klavier (1937)
- Najkrajší sen (Der schönste Traum). Liederzyklus nach Texten von Emil Bohuslav Lukáč, Pavol Gašparovič Hlbina und Rudolf Dilong für Sopran und Klavier op. 3 (1938–1940)
- Jarný motýľ (Frühlingsschmetterling) nach einem Gedicht von Iľja Jozef Marko für Gesangsstimme und Klavier (1940)
- Matka (Mutter) nach einem Gedicht von Anton Prívadok für Gesangsstimme und Klavier (1940)
- Za svitania (In der Dämmerung) für Gesangsstimme und Klavier (1942)
- Svieti mesiac (Der Mond scheint) für Gesangsstimme und Klavier (1942)
- Pri Prešporku (Bei Pressburg) für Gesangsstimme und Klavier (1942)
- Prečo ťa rada (Warum dich lieben) für Gesangsstimme und Klavier (1942)
- Nit krajšeho dzivčatečka für Gesangsstimme und Klavier (1942)
- Legenda nach einem Gedicht von J. Matovič für Gesangsstimme und Klavier (1942)
- Keď vojačik narukoval (Als der Soldat einrückte) für Gesangsstimme und Klavier (1942)
- Keď do vojny pôjdeme (Wenn wir in den Krieg ziehen) für Gesangsstimme und Klavier (1942)
- Keď som išol z vojny (Als ich den Krieg verließ) für Gesangsstimme und Klavier (1942)
- Išli tri panenky z Turca für Gesangsstimme und Klavier (1942)
- V tom mederskom háji (In diesem Honighain) für Gesangsstimme und Klavier (1942)
- Neprideš? (Kommst du nicht?) nach einem Text von M. Prochádzka für Gesangsstimme und Klavier (1942)
- Len slovko (Nur ein Wort) nach einem Gedicht von Ján Cintuľa für Bass und Klavier (1943)
- Z jabloní kvet padá (Eine Blume fällt vom Apfelbaum) nach einem Text von Viola Štepanovičová für Gesangsstimme und Klavier (1944)
- Šachovnica (Schachbrett) für Gesangsstimme und Klavier (1946)
- Moje dve ženy (Meine zwei Frauen) nach einem Text von Endre Ady für Gesangsstimme und Klavier (1946)
- Narodeniny (Geburtstag) für Sopran und Klavier (1947)
- Slowakische Volkslieder für Gesangsstimme und Klavier (1948)
- Nad perinku nach einem Text von Janko Jesenský für Alt und Klavier (1959)
- Detským srdcia (Kinderherzen). Sechs Lieder nach Texten von Krista Bendová  für Sopran und Klavier (1960)
- Drei Lieder nach Texten von Krista Bendová und Ján Rak für Mezzosopran und Klavier (1972)
- Piesne o sne (Lieder über einen Traum). Zyklus nach Texten von Vladimír Reisel für Sopran und Klavier (1972)
- Stupnica piesni (Lieder-Leiter) nach Texten von Ján Andel für Gesangsstimme und Klavier (1975)
- Spev o žene (Gesang über eine Frau). Text von Jela Krčméry-Vrteľová und Alexandra Braxatorisová für Gesangsstimme und Klavier (1976)
- Liederzyklus nach Gedichten von Johann Wolfgang von Goethe in Übersetzungen von Jela Krčméry-Vrteľová für Sopran und Klavier (1980)
- Rosa. Liederzyklus auf Worte von Pavel Koyš für Gesangsstimme und Klavier (1984)

### Filmmusik
- Leto pod Kriváňom (Sommer unter dem Kriváň). Regie: Eugen Mateička (1943)
- Čertova stena (Die Teufelswand). Regie: Václav Wasserman[6] (1949)
- V piatok trinásteho (Freitag, der 13.). Regie Paľo Bielik (1957)

Außerdem Musik zu sonstigen Spiel- und Dokumentarfilmen, Stücke für den Unterricht sowie eine Vielzahl an weiteren Liedern, Chorsätzen und Volksmusikarrangements

## CD-Diskographie (Auswahl)

### Als Komponist
- Eine kleine Fantasie – Ján Krigovský (Kontrabass), Daniel Buranovský (Klavier) – auf: „Ján Krigovský – 4 slowakische Kontrabassjahrhunderte“ (Slovak Double Bass Club, 2016)
- Liederzyklus, Piesne o sne – Ana Carolina Diz (Sopran), Ladislav Fanzowitz (Klavier) – auf: Tibor Frešo und Bartolomej Urbanec: Lieder (Discant, 2018)

### Als Dirigent
- Arien aus Opern von Wolfgang Amadeus Mozart, Gaetano Donizetti, Giuseppe Verdi, Peter Iljitsch Tschaikowsky, Michail Glinka, Antonín Dvořák und Eugen Suchoň – Peter Mikuláš (Bass), Slowakischer Philharmonischer Chor, Orchester des Tschechoslowakischen Rundfunks Bratislava, Dirigent: Tibor Frešo – auf: Peter Mikuláš – Opernarien (Opus, 1988)
- Dezider Kardoš: Klavierkonzert Nr. 1 op. 40 – Daniela Kardošová (Klavier), Orchester des Tschechoslowakischen Rundfunks Bratislava, Dirigent: Tibor Frešo – auf: Daniela Kardošová spielt Werke von Dezider Kardoš – Opernarien (A.L.I. Records, 2008)
- Duett aus der Oper Die verkaufte Braut von Bedřich Smetana – Helena Bartošová-Schützová (Sopran), Janko Blaho (Tenor), Orchester der Oper des Slowakischen Nationaltheaters, Dirigent: Tibor Frešo – auf: Janko Blaho – Opernarien (Opus, 2011)